# Smirnow
Smirnow (russisch Смирнов, wissenschaftliche Transliteration: Smirnov, weibliche Form: Smirnowa; englische Transkription: Smirnov, alternativ Smirnoff) ist ein russischer Familienname.

## Herkunft und Bedeutung
Der Name ist als Übername von dem russischen Wort smirno (сми́рно, „still, ruhig, leise“) abgeleitet. Er steht an erster Stelle der Liste russischer Nachnamen nach Häufigkeit. In der Liste der häufigsten Familiennamen der Welt rangiert Smirnov mit rund 2,5 Millionen Namensträgern an neunter Position, zwischen Smith (4 Millionen, Platz 8) und Müller (1 Million, Platz 10).

## Namensträger

### A
- Alexander Smirnow (Architekt), russischer Architekt
- Alexander Smirnow (Tischtennisspieler) (* 1985), estnischer Tischtennisspieler
- Alexander Borissowitsch Smirnow (* 1974), russischer Sprinter
- Alexander Jewgenjewitsch Smirnow (* 1964), russischer Eishockeyspieler
- Alexander Petrowitsch Smirnow (* 1996), russischer Fußballspieler
- Alexander Wiktorowitsch Smirnow (* 1984), russischer Eiskunstläufer
- Alexandra Ossipowna Smirnowa, geborene Rosset (1809–1882), russische Hofdame, mit Puschkin, Gogol und Lermontow befreundet
- Alexei Borissowitsch Smirnow (* 1973), russischer Politiker
- Alexei Grigorjewitsch Smirnow (* 1977), russischer Tischtennisspieler
- Alexei Jurjewitsch Smirnow (* 1951), russischer Physiker
- Alexei Makarowitsch Smirnow (1920–1979), sowjetischer Schauspieler
- Alexei Sergejewitsch Smirnow (* 1982), russischer Eishockeyspieler
- Alexei Walerjewitsch Smirnow, russischer Biologe
- Anastassija Andrejewna Smirnowa (* 2002), russische Freestyle-Skisportlerin
- Andrei Andrejewitsch Smirnow (1905–1982), sowjetischer Politiker und Diplomat
- Andrei Iwanowitsch Smirnow (* 1956), russischer Komponist, Multimediakünstler und Musikpädagoge
- Andrei Konstantinowitsch Smirnow (1967–2001), russischer Eishockeyspieler
- Andrei Sergejewitsch Smirnow (* 1941), sowjetischer Schauspieler und Filmregisseur
- Andrei Wadimowitsch Smirnow (* 1958), russisch-sowjetischer Philosoph
- Andrei Wladislawowitsch Smirnow (1957–2019), sowjetischer Schwimmer
- Andrzej Smirnow (* 1938), polnischer Politiker
- Anna Olegowna Smirnowa (* 1982), russische Mezzosopranistin

### D
- Dmitri Alexandrowitsch Smirnow (* 1980), russischer Fußballspieler
- Dmitri Alexejewitsch Smirnow (1882–1944), russischer Tenor
- Dmitri Nikolajewitsch Smirnow (1948–2020), russischer Komponist

### G
- Galina Iwanowna Smirnowa (1928–2011), sowjetisch-russische Archäologin
- Gennadi Wassiljewitsch Smirnow (1940–2020), russisch-sowjetischer Ozeanograf

### I
- Igor Nikolajewitsch Smirnow (* 1941), transnistrischer Politiker, Präsident von 1992 bis 2011
- Igor Pawlowitsch Smirnow (* 1941), russischer Literaturwissenschaftler und Slawist
- Iwan Iwanowitsch Smirnow (1898–1967), sowjetischer Widerstandskämpfer
- Iwan Nikititsch Smirnow (1881–1936), russischer Revolutionär
- Iwan Wadimowitsch Smirnow (* 1999), russischer Radrennfahrer
- Iwan Wassiljewitsch Smirnow (1895–1956), russischer Jagdflieger

### J
- Jakow Iwanowitsch Smirnow (1869–1918), auch Jakob Smirnow, russischer Kunsthistoriker, Schüler von Kondakow
- Jefim Iwanowitsch Smirnow (1904–1989), sowjetischer General, Mitglied der Burdenko-Kommission
- Jekaterina Alexandrowna Smirnowa (* 1988), russische Sprinterin
- Jekaterina Alexejewna Smirnowa (* 1996), russische Skilangläuferin
- Jekaterina Sergejewna Smirnowa (* 1990), russische Crosslauf-Sommerbiathletin
- Jekaterina Wassiljewna Smirnowa (* 1956), sowjetische Leichtathletin
- Juri Michailowitsch Smirnow (1921–2007), russischer Mathematiker

### K
- Karin Smirnov (auch: Smirnoff; 1880–1973), finnlandschwedische Schriftstellerin und Dramatikerin
- Kristina Sergejewna Smirnowa (* 1991), russische Biathletin

### L
- Leonid Andrejewitsch Smirnow (* 1934), russisch-sowjetischer Metallurg
- Leonid Wassiljewitsch Smirnow (1916–2001), sowjetischer Politiker, Minister der UdSSR
- Lidija Nikolajewna Smirnowa (1915–2007), sowjetisch-russische Schauspielerin
- Ljudmila Stanislawowna Smirnowa (* 1949), russische Eiskunstläuferin

### M
- Michail Smirnou (* 1967), belarussischer Fußballspieler
- Michail Alexejewitsch Smirnow (* 2003), russischer Sänger
- Michail Olegowitsch Smirnow (* 1990), russischer Fußballspieler

### N
- Nadeschda Wladimirowna Smirnowa (* 1996), russische Fußballspielerin
- Natalja Wladimirowna Smirnowa (* 1979), russische Ringerin
- Nikolai Smirnow (Boxer), sowjetischer Boxer
- Nikolai Andrejewitsch Smirnow (* 1924), sowjetischer Schauspieler
- Nikolai Dmitrijewitsch Smirnow (* 1949), russischer Botschafter
- Nikolai Iwanowitsch Smirnow (1917–1992), sowjetischer Flottenadmiral
- Nikolai Wassiljewitsch Smirnow (1900–1966), russisch-sowjetischer Mathematiker

### O
- Oleg Smirnov (* 1985), estnischer Eishockeyspieler
- Oleg Smirnow (Fußballspieler), russischer 7er-Fußballspieler
- Oleg Jewgenjewitsch Smirnow (* 1980), russischer Eishockeyspieler
- Oleg Walerjewitsch Smirnow (* 1990), russischer Fußballspieler
- Oleg Wjatscheslawowitsch Smirnow (* 1980), russischer Eishockeyspieler
- Olga Smirnowa (Ringerin) (* 1979), russische bzw. kasachische Ringerin
- Olga Wjatscheslawowna Smirnowa (* 1991), russische Primaballerina

### P
- Pawel Alexandrowitsch Smirnow (1896–1980), russisch-sowjetischer Botaniker
- Pawel Stepanowitsch Smirnow (1888–1959), sowjetischer Generalmajor
- Pjotr Alexandrowitsch Smirnow (1897–1939), Oberkommandierender der sowjetischen Seekriegsflotte
- Pjotr Arsenjewitsch Smirnow (1831–1898), russischer Geschäftsmann und Gründer der Marke Smirnoff

### R
- Roman Petrowitsch Smirnow (* 1984), russischer Leichtathlet

### S
- Sergei Smirnow (Radsportler) (* 1985), russischer Radsportler
- Sergei Smirnow (Basketballspieler) (* 1975), russischer Basketballspieler
- Sergei Sergejewitsch Smirnow (Geologe) (1895–1947), russischer Geologe
- Sergei Sergejewitsch Smirnow (Schriftsteller) (1915–1976), sowjetischer Schriftsteller und Historiker
- Sergei Sergejewitsch Smirnow (Skeletonpilot) (* 1985), russischer Skeletonpilot
- Sergei Walentinowitsch Smirnow (1960–2003), russischer Kugelstoßer
- Sofja Alexandrowna Smirnowa (* 1988), russische Freestyle-Skierin
- Stanislaw Smirnow (* 1970), russischer Mathematiker

### T
- Tamara Michailowna Smirnowa (1935–2001), russische Astronomin
- Tatjana Wjatscheslawowna Smirnowa, russische Soziologieprofessorin

### W
- Walentin Panteleimonowitsch Smirnow (* 1937), russischer Physiker
- Walentin Sergejewitsch Smirnow (* 1986), russischer Mittelstreckenläufer
- Waljanzina Smirnowa (* 1958), sowjetische Radrennfahrerin
- Wiktor Wassiljewitsch Smirnow (* 1933), sowjetischer Schriftsteller und Drehbuchautor
- Wiktor Wiktorowitsch Smirnow-Golowanow (1934–2013), sowjetischer Balletttänzer und Choreograph
- Witali Georgijewitsch Smirnow (* 1935), russischer Sportfunktionär
- Vladimir Smirnov (Radsportler) (* 1978), litauischer Radrennfahrer
- Wladimir Smirnow (Skispringer) (* 1947), sowjetischer Skispringer
- Wladimir Alexandrowitsch Smirnow (* 1936), ukrainisch-russischer Astronom, Historiker und Schriftsteller
- Wladimir Alexejewitsch Smirnow (* 1957), russischer Geschäftsmann
- Wladimir Fjodorowitsch Smirnow (* 1937), russisch-sowjetischer Schauspieler
- Wladimir Iwanowitsch Smirnow (1887–1974), russisch-sowjetischer Mathematiker
- Wladimir Iwanowitsch Smirnow (Geologe) (1910–1988), russisch-sowjetischer Geologe
- Wladimir Michailowitsch Smirnow (Politiker) (1887–1937), russisch-sowjetischer Politiker
- Wladimir Smirnow (Skilangläufer) (* 1964), kasachisch-sowjetischer Skilangläufer
- Wladimir Nikolajewitsch Smirnow (1937–2021), russisch-sowjetischer Biochemiker
- Wladimir Nikolajewitsch Smirnow (Ruderer), sowjetischer Ruderer
- Wladimir Wassiljewitsch Smirnow (1849–1918), russischer General
- Wladimir Wiktorowitsch Smirnow (1954–1982), sowjetischer Fechter